# Каймары
Каймары — село Высокогорском районе Татарстана. Входит в состав Чернышевского сельского поселения.

## География
Находится в северо-западной части Татарстана на расстоянии приблизительно 7 км на северо-запад по прямой от районного центра поселка Высокая Гора.

## История
Известно с 1565—1567 годов как Пустошь Каймары Малые. В 1722 году село посетил Пётр I.В 1723 году была построена Кирилло-Белозерская церковь.

## Население
Постоянных жителей было: в 1782 году — 451 душа мужского пола, в 1859—1480, в 1897—1158, в 1908—1510, в 1920—1437, в 1926—1592, в 1938—1008, в 1949—765, в 1958—478, в 1970—221, в 1989 — 60, 42 в 2002 году (русские 86 %), 19 в 2010.

## Достопримечательности
Кирилло-Белозерская церковь.